# Argilit

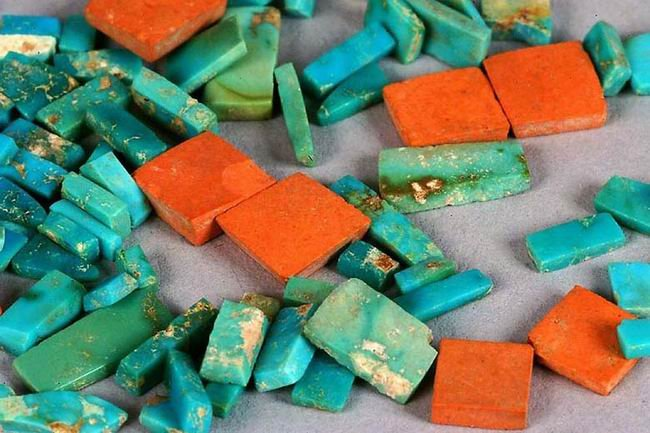
Obrobione argility z kanionu Chaco w USA

Argilit – ogólna nazwa skał ilastych (iłów, iłowców, łupków ilastych) znajdowanych w formie obrobionej głównie w Historycznym Parku Narodowym Kultury Chaco w Stanach Zjednoczonych.
Zawiera ponad 50% frakcji pelitowej o ziarnach poniżej 0,01 mm.
Składa się głównie z glinokrzemianów stanowiących produkt wietrzenia chemicznego skał magmowych - illitu, kaolinitu, montmorillonitu lub innych minerałów ilastych. Jako domieszka mogą występować również drobne ziarna kwarcu, łyszczyków, węglanów, związków żelaza.
Argility używane są do produkcji wyrobów ceramicznych.